# Pseudarmadillo gillianus
Pseudarmadillo gillianus är en kräftdjursart som beskrevs av Richardson 1902. Pseudarmadillo gillianus ingår i släktet Pseudarmadillo och familjen Delatorreidae. Inga underarter finns listade i Catalogue of Life.